# Мерл міомбовий
Мерл міомбовий (Lamprotornis elisabeth) — вид горобцеподібних птахів родини шпакових (Sturnidae). Мешкає в Африці на південь від Сахари. Раніше вважався конспецифічним з синьощоким мерлом, однак був визнаний окремим видом.

## Поширення і екологія
Міомбові мерли мешкають на південному сході Кенії, в Танзанії (зокрема на островах Занзібарського архіпелагу), в Малаві, Замбії і Зімбабве, на півдні Демократичної Республіки Конго, на півночі Мозамбіку і Ботсвани, на крайньому сході Анголи і на північному сході Намібії (в межах смуги Капріві). Вони  живуть в лісистих саванах міомбо і мопане, в рідколіссях, чагарникових заростях та на полях. Під час сезону розмноження ці моногамні птахи зустрічаються парами, а під час негніздового періоду формують невеликі зграйки до 10-20 птахів, однак іноді збираються у великі зграї, які можуть нараховкувати до 1200 птахів. Вони часто приєднуються до змішаних зграй птахів.
Міомбові мерли живляться плодами і нектаром різноманітних рослин, а також насінням і комахами, зокрема термітами, жуками, кониками і метеликами. Гніздо куполоподібне, робиться з трави і листя, розміщується на дереві, в дууплі або в тріщині серед скель. В кладці від 2 до 5 синьо-зелених яєць. Насиджують лише самиці, за пташенятами доглядають і самиці, і самці.